# Zavod za javno zdravstvo
Zavod za javno zdravstvo, vrsta zdravstvenog zavoda. To je zdravstvena ustanova za 
za obavljanje stručnih i znanstvenih djelatnosti na području javnozdravstvene djelatnosti. Odvija li se u njima nastava, to je nastavni zavod za javno zdravstvo. U Hrvatskoj zavodi za javno zdravstvo pokrivaju područje jedinica niže razine državne samouprave, a na državnoj razini to je državni zavod za javno zdravstvo Hrvatski zavod za javno zdravstvo.